# Evangelische Kirche (Unter-Lais)

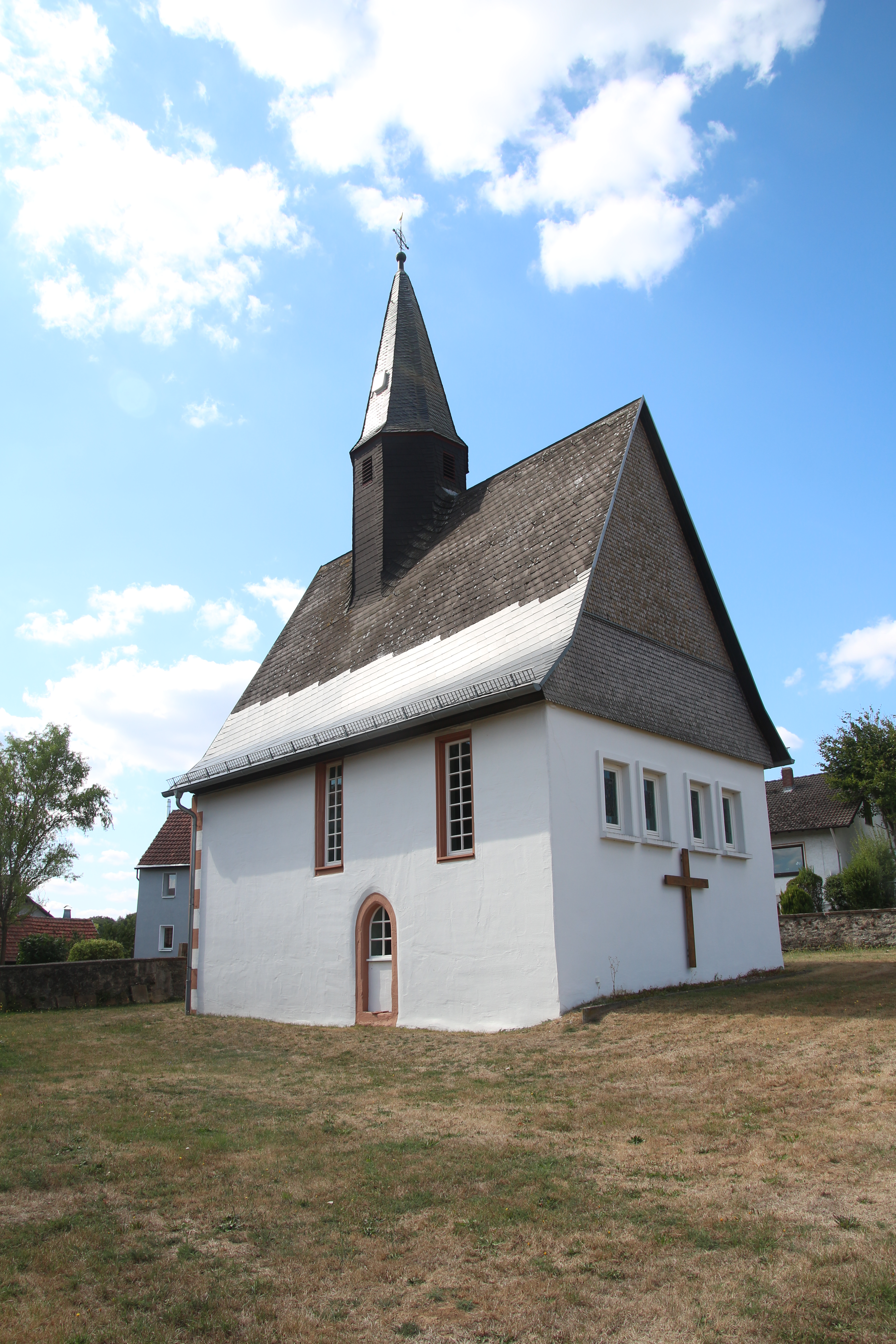
Kirche in Unter-Lais von Südosten

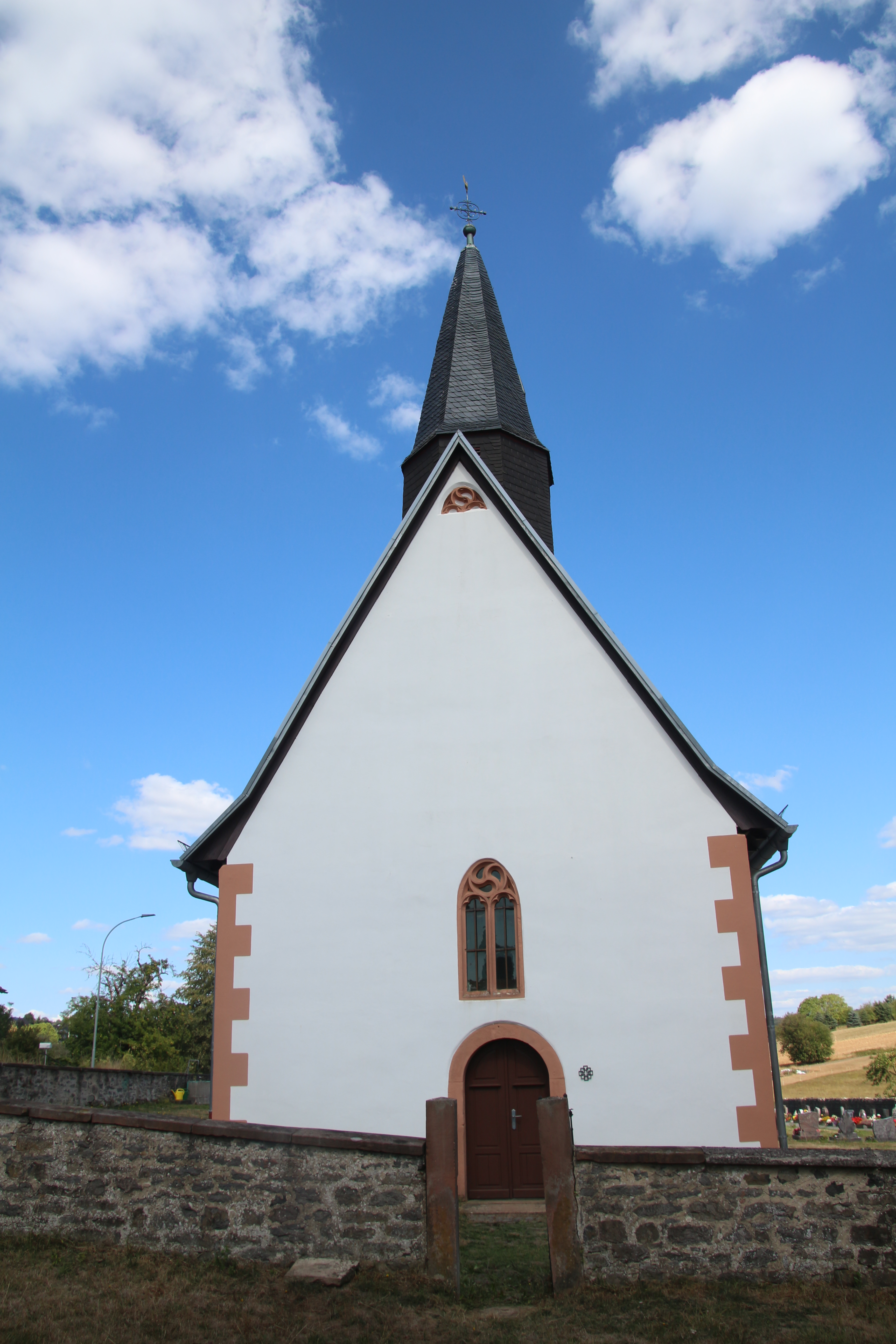
Blick von Westen

Die Evangelische Kirche in Unter-Lais, einem Ortsteil von Ober-Lais, Stadtteil von Nidda im Wetteraukreis (Hessen), ist die ehemalige Johanniterkirche aus der Zeit um 1200. Die spätromanische Saalkirche mit oktogonalem Dachreiter ist das älteste erhaltene Bauwerk der Johanniter in Hessen und aus wissenschaftlichen und künstlerischen Gründen hessisches Kulturdenkmal.

## Geschichte
Durch eine Schenkung von Graf Berthold II. im Jahr 1187 fielen die alte Pfarrkirche in Nidda und umfassender Grundbesitz an die Johanniter-Kommende. In diesem Zusammenhang wird auch der Name „Leihaza“ (für Ober- und Unter-Lais) erwähnt, als hier der kleine Zehnte und zwei Schillinge von einem Hofgut eingezogen wurden. Die Kirche in Unter-Lais ist einige Jahre nach der Schenkung um das Jahr 1200 errichtet worden.
In kirchlicher Hinsicht gehörte Unter-Lais im Mittelalter zum Archidiakonat von St. Maria ad Gradus im Erzbistum Mainz. Im Spätmittelalter war die Kirche eine Filiale der Mutterkirche Wallernhausen. Die Kirche in Wallernhausen wurde im Jahr 1493 samt ihrer Filiale in Unter-Lais der Johanniterkommende in Nidda unterstellt.
Mit Einführung der Reformation wechselte Unter-Lais ab 1527 zum evangelischen Bekenntnis. Erster evangelischer Pfarrer in Wallernhausen war Bechtold Ringshausen. In der Folge bildete Unter-Lais eine Pfarrei; Ober-Lais, Fauerbach und Glashütten waren nach Unter-Lais eingepfarrt. Im Jahr 1585 endete mit der Übertragung des Besitzes der Kommende an die Landgrafschaft Hessen-Darmstadt der unmittelbare Einfluss der Johanniter in Nidda und seinem Umfeld.
Im Jahr 1723 wurde östlich ein großer Choranbau in Fachwerk ausgeführt, der einen kleineren Vorgängerchor ersetzte, dessen Fundamente bei Renovierungsarbeiten im Jahr 1927 nachgewiesen wurden. Der alte Rechteckchor mit abgeschrägten Ecken war 3,50 Meter breit und 3,00 Meter tief. Nachweisbar war zudem ein jüngerer Chor mit Strebepfeilern aus dem Jahr 1546. Der barocke Nachfolgebau von 1723 war ähnlich groß wie die Kirche und hatte hochrechteckige Fenster in zwei Ebenen. Im Jahr 1856 wurde Ober-Lais zur eigenständigen Pfarrei und die Kirche in Unter-Lais zur Pfarrkirche erhoben.

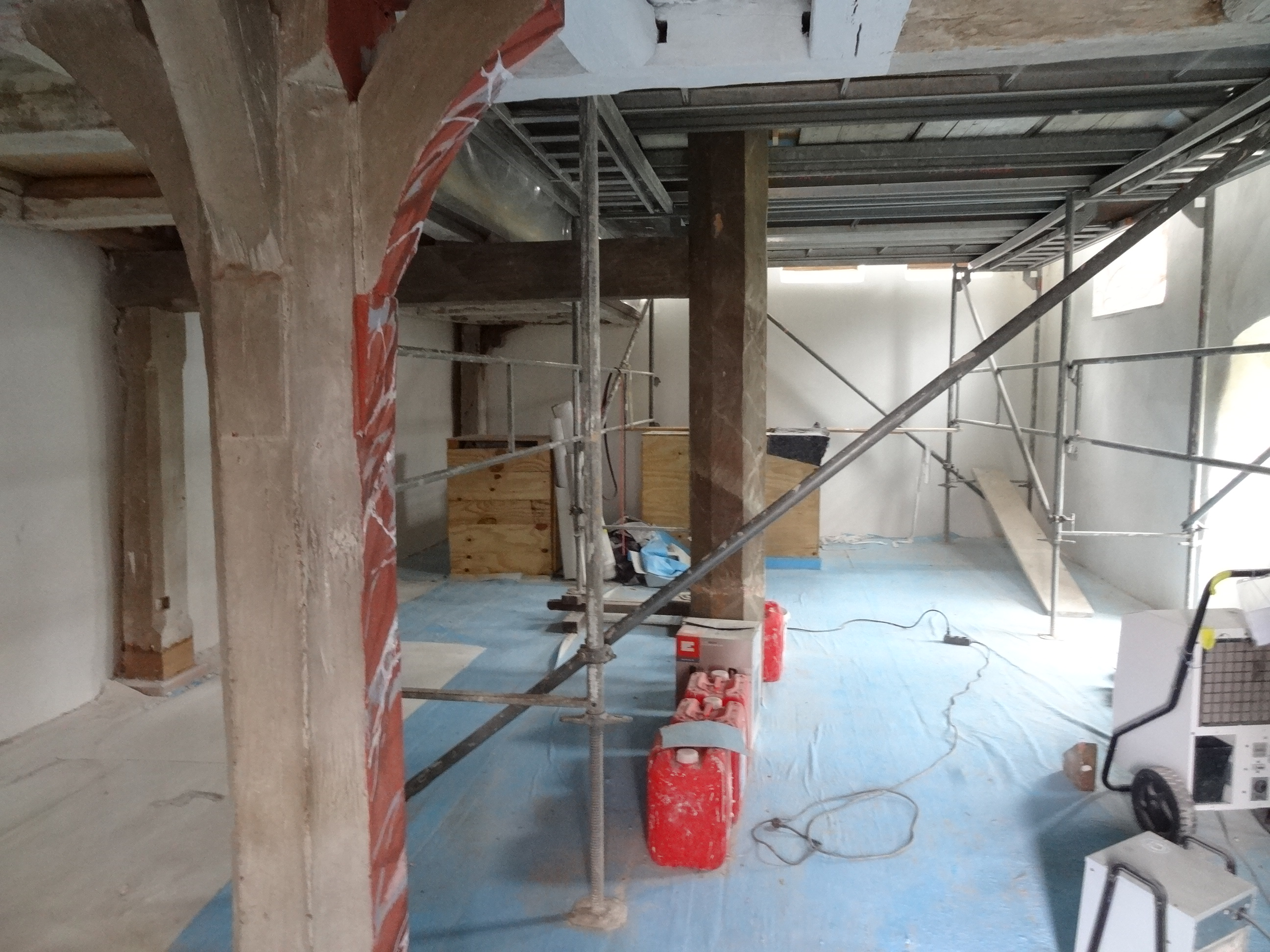
Während der Renovierung 2015

1927 folgte eine Instandsetzung der Kirche, die eine Trockenlegung durch Drainageröhren, Entwässerungsgräben und andere Maßnahmen zum Ziel hatte. Im Inneren wurde die durchgebogene Balkendecke repariert und die Stuckarbeiten durch Maler D. Kienzle aus Eberstadt wiederhergestellt. Die Kirche erhielt elektrisches Licht und eine Umluftheizung. Drei Grabsteine der Familie Knodt fanden im Inneren ihren neuen Aufstellungsort.
Nachdem Ende der 1960er Jahre die Baufälligkeit des barocken Choranbaus festgestellt worden war, folgte im Jahr 1971 der Abriss. Die freie Seite wurde mit einer Holzwand verschlossen, die allerdings keinen ausreichenden Schutz bot. Als Unter-Lais 1971 eine neue Kirche erhielt, verlor die Johanniterkirche ihre Funktion und verfiel zusehends. Ein im Jahr 2005 gegründeter Förderverein war bis 2007 mit der Mittelbeschaffung und Planung beschäftigt. Im Jahr 2008 veranlasste er die Sanierung des Daches. Zwei Jahre später erhielt der Fußboden im westlichen Bereich statt des Betons Sandsteinplatten. Im selben Jahr wurde die schmiedeeiserne Portalstür samt Gewände aus Sandstein erneuert. Im Jahr 2011 folgte die Erneuerung der Außenfassade. Altar und Taufbecken wurden neu geschaffen und der Johanniterkirche gestiftet. Die Renovierungskosten beliefen sich auf 230.000 Euro, von denen der Förderverein 100.000 Euro zusammenbrachte. Die Wiedereinweihung erfolgte im Juni 2015.

## Architektur

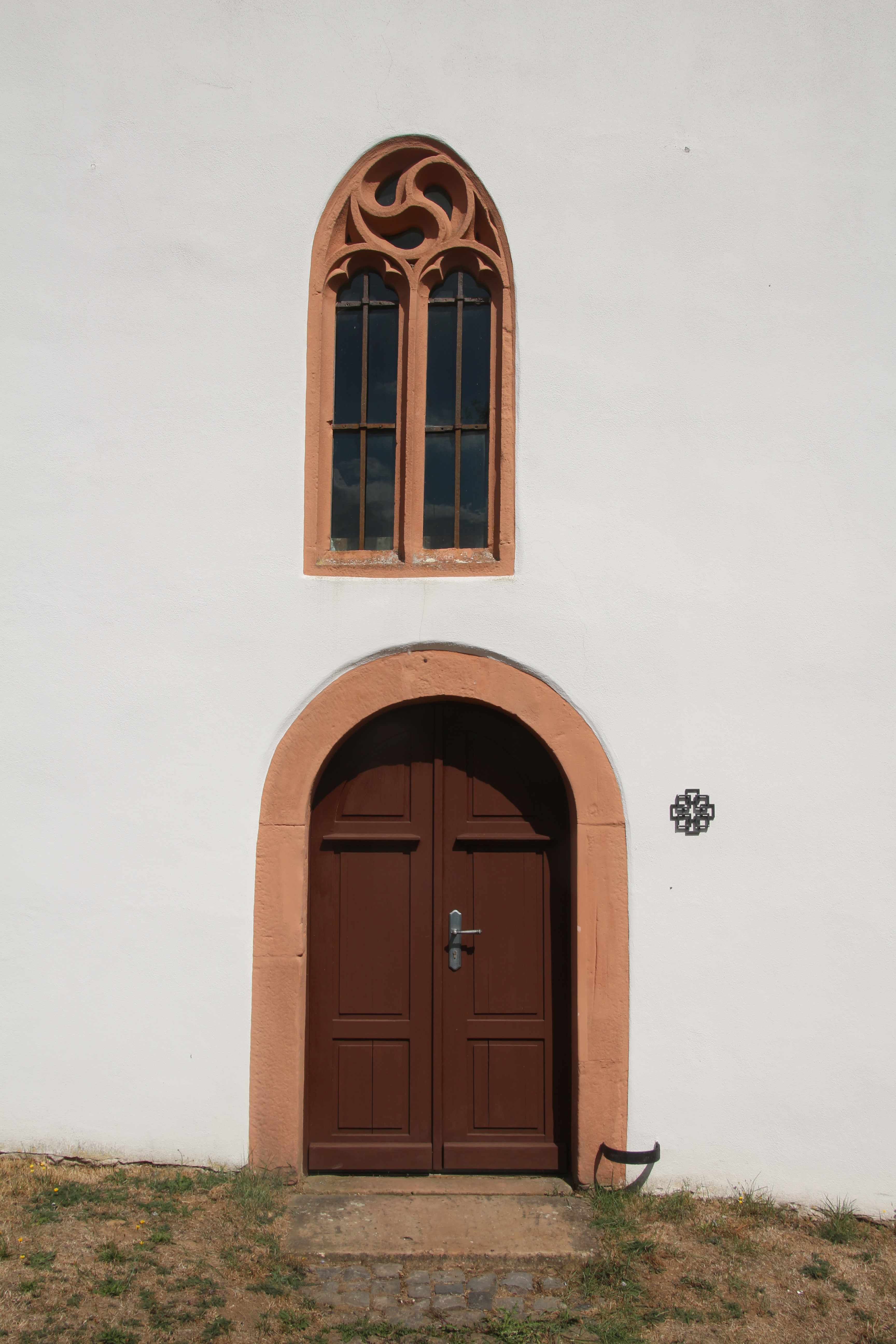
Westportal und Maßwerkfenster

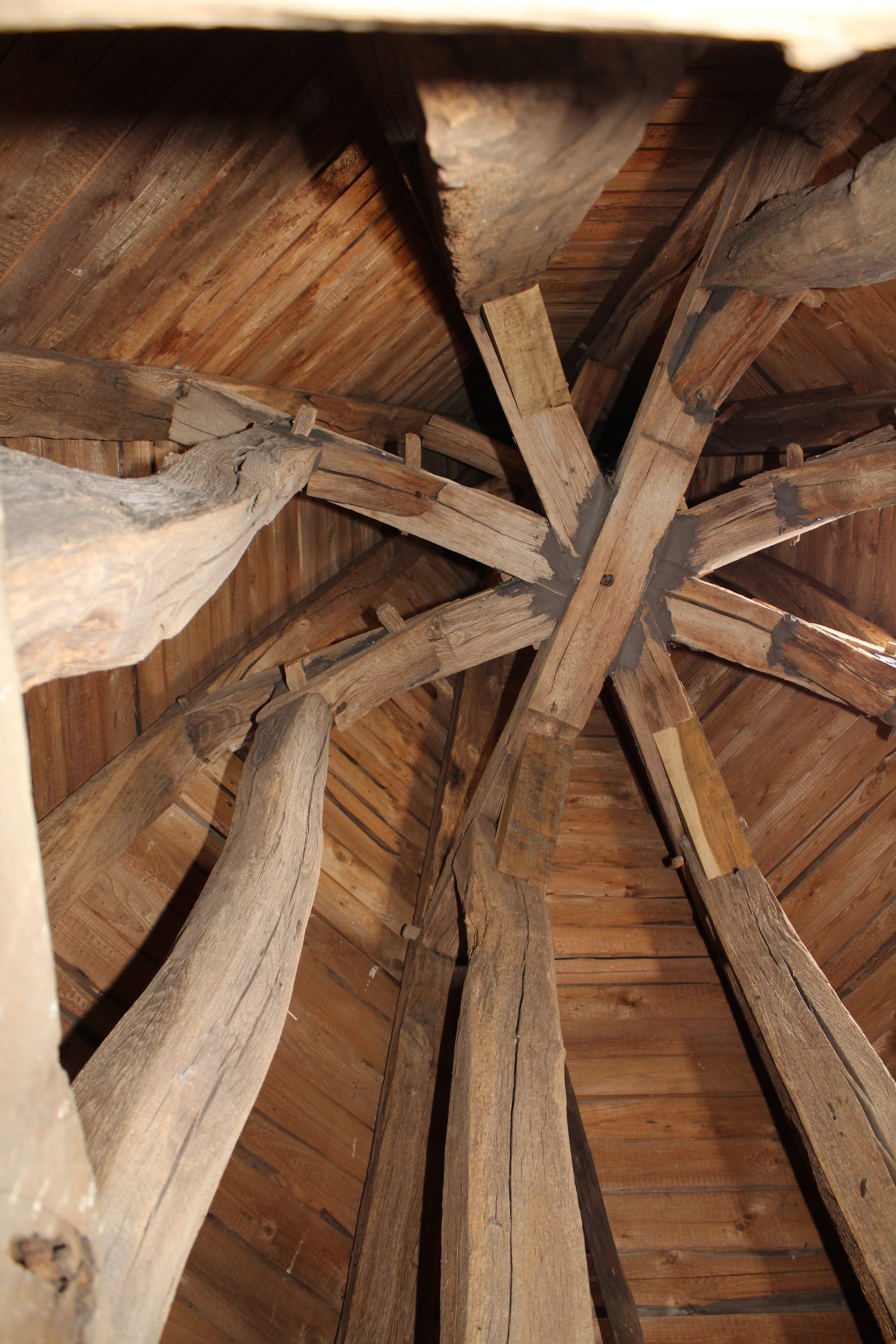
Gebälk des Dachreiters

Der kleine Saalbau ist nicht geostet, sondern etwa nach Nordost ausgerichtet. Er ist auf einem Friedhofsgelände nördlich des Dorfkerns aus weiß verputztem Bruchsteinmauerwerk errichtet und weist an der Südseite Ecksteinquaderung auf. Die baulichen Veränderungen im 16., 18. und späten 20. Jahrhundert wurden alle rückgängig gemacht, sodass die Kirche abgesehen von der Ostwand weitgehend dem ursprünglichen Zustand entspricht.
Das Innere wird im Westen durch ein zweiteiliges Maßwerkfenster mit Dreipass und Fischblasenmotiven im Kreis aus der zweiten Hälfte des 15. Jahrhunderts, an der Südseite durch zwei hochsitzende spätmittelalterliche Rechteckfenster aus Holz mit Kehle und im Westen durch vier kleine Rechteckfenster belichtet. Letztere haben Glasmalereien mit Szenen aus dem Leben Jesu. Die Kirche wird im Westen durch ein spätromanisches Rundbogenportal erschlossen. Das Südportal mit stumpfem Spitzbogen aus spätgotischer Zeit dient als Fenster und ist im unteren Teil vermauert. Ein querrechteckiges Nordfenster unterhalb der Traufe ist heute vermauert. In der Giebelspitze der Westwand ist als Spolie der Rest eines Maßwerkfensters mit Fischblasen im Kreis aus rotem Sandstein eingelassen.
Dem verschieferten Satteldach ist ein verschieferter oktogonaler Dachreiter mit Spitzhelm aufgesetzt. Im Turmschaft sind vier kleine hochrechteckige Schallöffnungen für das Geläut eingelassen. Die Glockenstube beherbergt ein Zweiergeläut der Firma Rincker. Im Jahr 1922 wurde eine Glocke als Ersatz für die 1917 abgelieferte Glocke neu gegossen. Die andere wurde in diesem Zuge offensichtlich in Zahlung gegeben und ebenfalls neu gegossen. Eine dieser Glocken wurde im Zweiten Weltkrieg abgeliefert und 1950 ersetzt. Die zwei kleinen Glocken werden heute immer noch mit Glockenseilen bedient, die auf die Westempore herunterreichen. Der kleine Spitzhelm wird von einem Wetterhahn mit Turmknauf und Kreuz bekrönt. Dachstuhl und Dachreiter haben ihre spätmittelalterliche Holzkonstruktion mit Überblattungen bewahrt. Als Fällungsdatum wurde dendrochronologisch das Jahr 1479/1480 ermittelt.

## Ausstattung

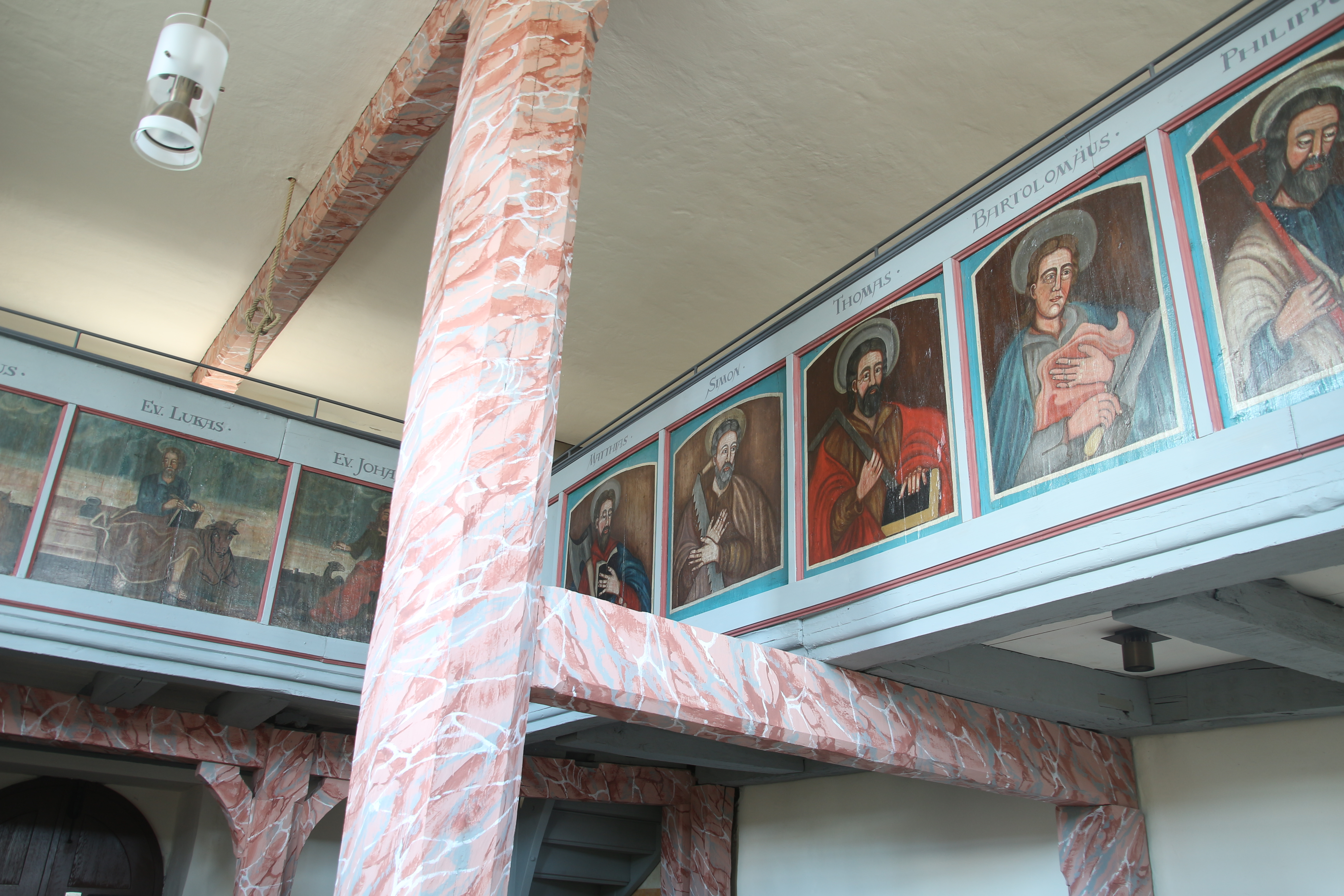
Winkelempore mit Brüstungsmalereien

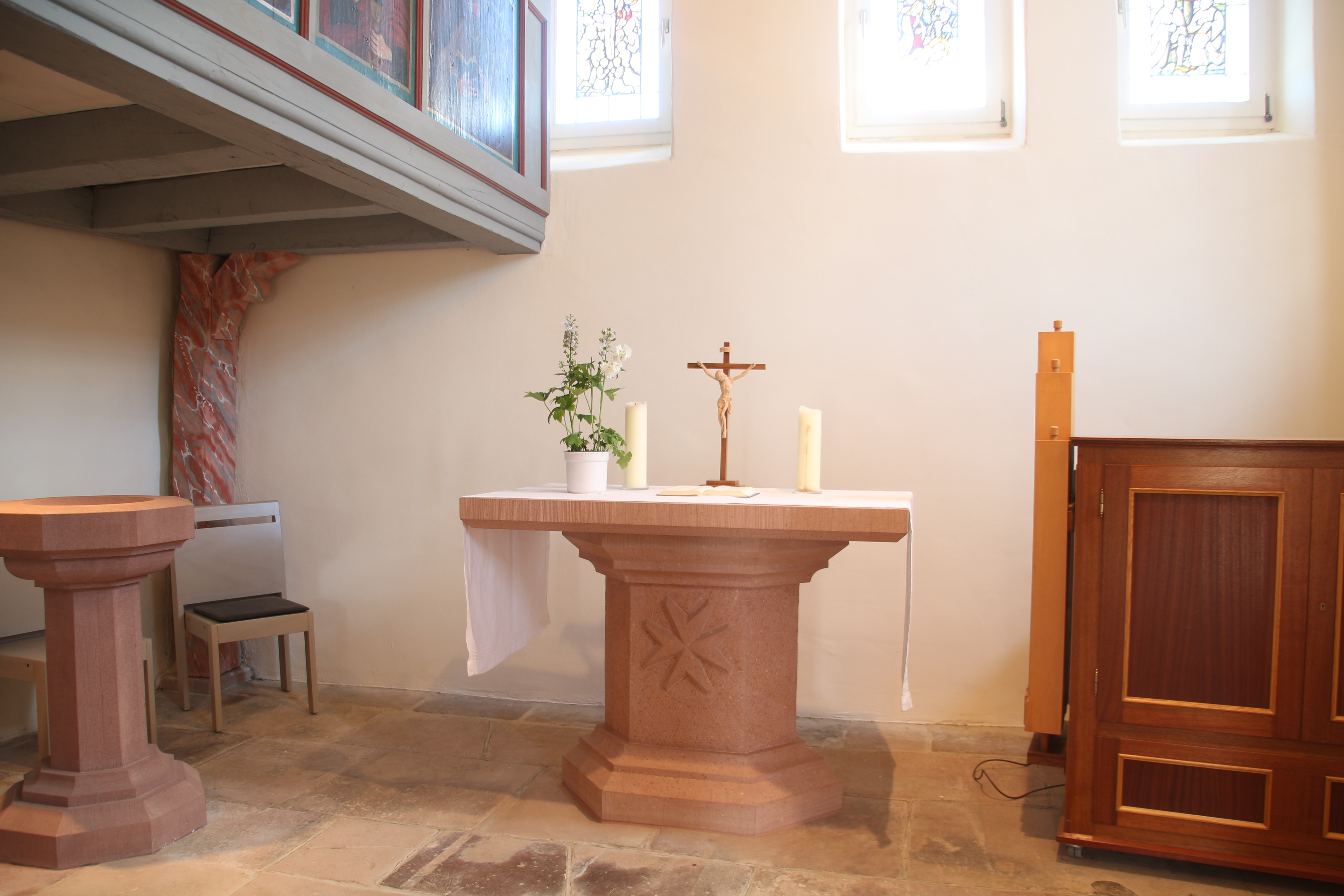
Altarbereich

Der Innenraum wird von einer Flachdecke abgeschlossen, die auf einem Längsunterzug ruht, der von einer achtseitigen und marmoriert bemalten Holzsäule gestützt wird. Vor der Renovierung der Kirche zeigte eine Stuckdecke aus dem Anfang des 18. Jahrhunderts in einem Reliefmedaillon die Auferstehung Christi. Der Fußboden ist mit Sandsteinplatten belegt, der bei der Renovierung um Sandsteinplatten aus der Marienkirche in Ortenberg ergänzt wurde.
Im Nordwesten ist eine hölzerne Winkelempore eingebaut, die von marmorierten Holzpfosten getragen wird. Die barocke Emporenbrüstung im Westen über dem Eingangsportal stammt aus dem Anfang des 18. Jahrhunderts. Die Empore der nördlichen Langseite wurde im Zuge der Renovierung in gleicher Konstruktion wie die Westempore rekonstruiert, wobei erhaltene Balken der alten Empore wiederverwendet wurden. Die Emporenmalerei auf der Westseite zeigt in querrechteckigem Format die vier Evangelisten und an der Nordempore im hochrechteckigen Format acht Apostel. Diese hingen zwischenzeitlich in der Kirche in Ober-Lais, wo noch drei Apostelbilder verblieben. Die Fensterlaibungen der Südseite haben spätmittelalterliche Rankenmalereien. Unterhalb des Emporenaufgangs sind am westlichen Ende der Nordwand weitere Rankenmalereien freigelegt.
Vor der Ostwand ist als Meisterstück des Steinmetzes Martin Röhling ein Sandsteinaltar von 2010 aufgestellt, das vorne das Johanniterkreuz trägt. Das achtseitige Taufbecken aus rotem Mainsandstein ist das dazu passende Gesellenstück von Viktor Konschu aus dem Jahr 2011.

## Orgel

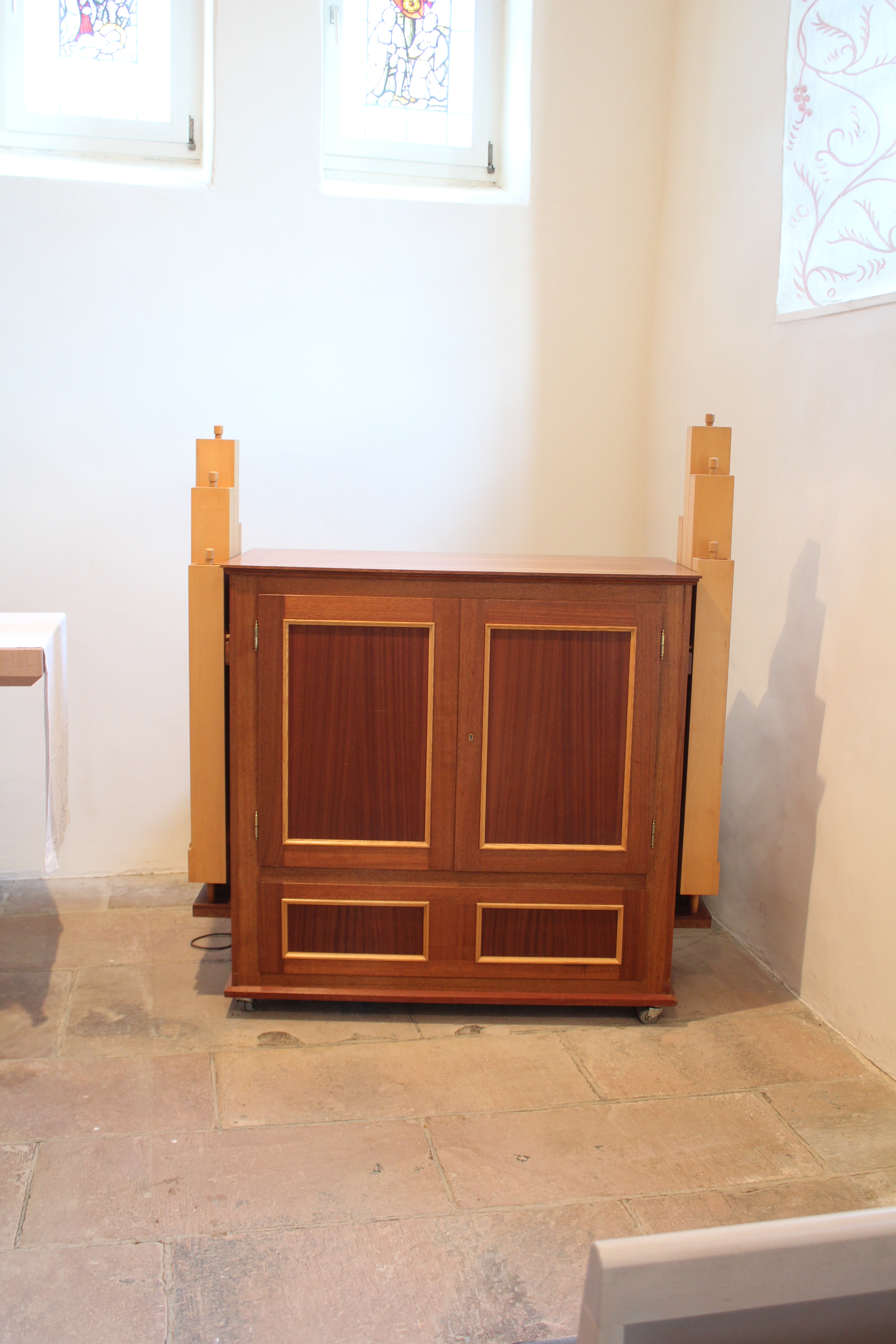
Orgelpositiv von 1999

In der Kirchenrechnung von 1725 erscheint erstmals ein Posten für den Kalkanten, was die Existenz einer Orgel voraussetzt. Nach Reparaturen im 18. Jahrhundert stellte Georg Link (Reinhards) zusammen mit Philipp Meinhard (Nieder-Moos) 1837 eine neue Orgel mit elf Registern auf einem Manual und Pedal auf. Johann Georg Förster baute im Jahr 1895 ein neues Instrument mit pneumatischer Traktur, das ebenfalls über elf Register verfügte. Das heutige Positiv erbaute Bruno R. Döring (Neukirchen) im Jahr 1999 mit vier Registern. Die Disposition lautet wie folgt:
| Manual C–f3   |    |
| Gedackt B/D   | 8′ |
| Rohrflöte B/D | 4′ |
| Prinzipal B/D | 2′ |
| Zimbel II     |    |
| Tremulant     |    |

- Koppeln: II/I, I/P, II/P